# Eryngium neei
Eryngium neei là một loài thực vật có hoa trong họ Hoa tán. Loài này được M.Mend. mô tả khoa học đầu tiên năm 2008.